# Mulhouse
Mulhouse (IPA /myluz/; in alsaziano Milhüsa; in tedesco Mülhausen) è una città della Francia del dipartimento dell'Alto Reno nella regione Grand Est. È la terza città più popolosa della regione, dopo Strasburgo e Reims.

## Storia
Nella piana compresa tra il fiume Ill, che l'attraversa, e i vicini Vosgi si svolse una famosa battaglia nel 58 a.C. tra il condottiero romano, Gaio Giulio Cesare e il germano Ariovisto, durante la conquista della Gallia.
Il nome di Mulhouse compare per la prima volta nell'803 nella forma Mulinhuson ("case dei mulini"). La città si sviluppò a partire da due nuclei, uno appartenente ai vescovi di Strasburgo, l'altro agli Hohenstaufen. Nel 1223 i cittadini distrussero il castello del vescovo. Sotto l'imperatore Rodolfo I d'Asburgo Mulhouse divenne città libera dell'Impero (freie Reichsstadt), anche nota come 'Repubblica di Mulhouse'.
Nel 1515 la città, minacciata dagli Asburgo, si associò alla Confederazione Svizzera. In seguito all'introduzione della Riforma nel 1523 Mulhouse si scontrò coi cantoni cattolici. Nel 1586 si proclamò repubblica neutrale. Nel 1798, sulla scia della Rivoluzione Francese, insieme ad altre città votò con un plebiscito a favore dell'unione con la Francia.
Dopo la Guerra Franco-Prussiana (1871) fu incorporata dal neonato Reich Tedesco insieme con tutta l'Alsazia. Tornò alla Francia con l'Alsazia dopo la sconfitta della Germania nella prima guerra mondiale.

## Monumenti e luoghi d'interesse
Le principali attrattive di Mulhouse sono:
- Il municipio (hôtel de ville). Edificio in stile rinascimentale ricostruito nel 1551 dopo un incendio.
- Il tempio di Santo Stefano (Temple Saint-Étienne). Tempio riformato neogotico.
- La "Città dell'automobile – Museo nazionale" (Cité de l'automobile).
- La "Città del treno" (La cité du train).
- Il Museo di belle arti (Musée des beaux-arts).

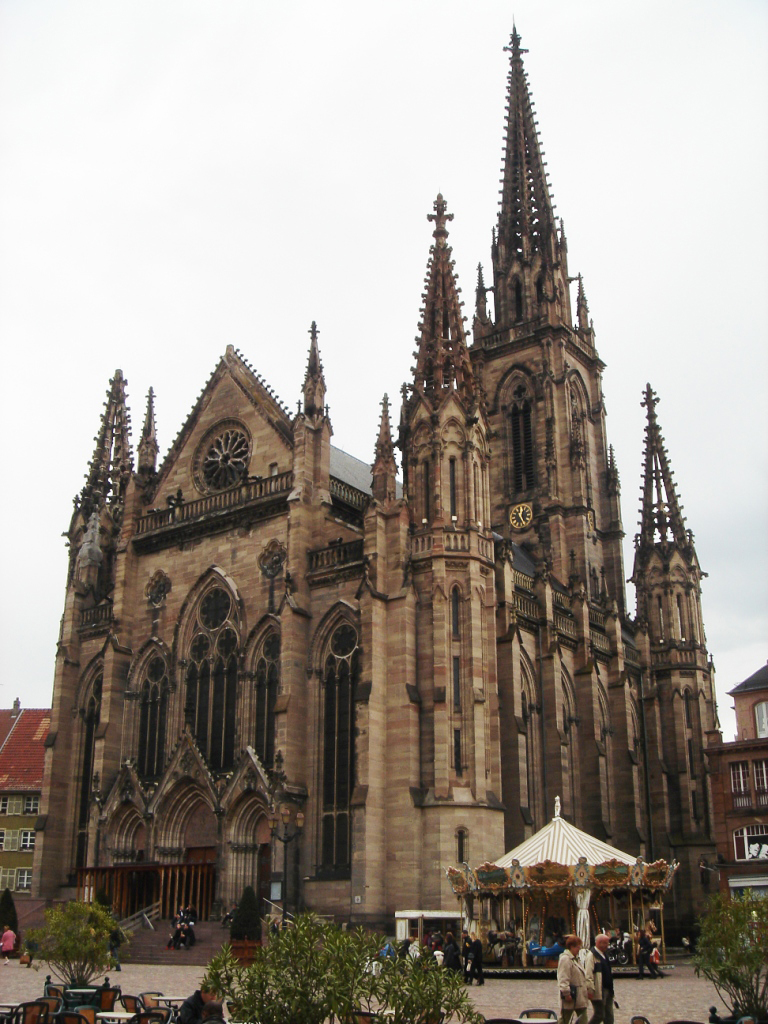
Il tempio di Santo Stefano di Mulhouse

- Il Museo Electropolis - L'avventura dell'elettricità
- La Casa della ceramica

## Economia
Le principali risorse di Mulhouse sono: cotone, lana, industria meccanica e chimica. È presente uno stabilimento produttivo della Peugeot - Citroën. Vicino alla città si trovano importanti giacimenti di potassa, sfruttati in passato.

## Cantoni
Prima della riforma del 2014 la città di Mulhouse era divisa nei seguenti cantoni, oggi soppressi:
- Cantone di Mulhouse-Est
- Cantone di Mulhouse-Nord
- Cantone di Mulhouse-Ovest
- Cantone di Mulhouse-Sud

A seguito della riforma approvata con decreto del 21 febbraio 2014, che ha avuto attuazione dopo le elezioni dipartimentali del 2015, il territorio comunale della città di Mulhouse è stato diviso in tre cantoni:
- cantone di Mulhouse-1, comprendente parte della città di Muhouse
- cantone di Mulhouse-2, comprendente parte della città di Muhouse
- cantone di Mulhouse-3, comprendente parte della città di Muhouse e il comune di Illzach

## Società

### Evoluzione demografica
Abitanti censiti
Mulhouse risulta una delle città più cosmopolite d'Europa. Infatti oltre a moltissimi pendolari dalla Svizzera, Mulhouse ha una popolazione per il 35% non europea. La città ha anche la più grande comunità armena e romena di tutta la Francia.

## Amministrazione

### Gemellaggi
Mulhouse è gemellata con:
- Walsall, dal 1953
- Anversa, dal 1956
- Kassel, dal 1965
- Bergamo, dal 1989
- Milwaukee
- Chemnitz, dal 1990
- Giv'atayim, dal 1991
- Timişoara, dal 1991 (Coopération décentralisée)
- Arcangelo, dal 1992
- El Khroub, dal 1999 (Coopération décentralisée)
- Sofara, dal 2003 (Coopération décentralisée)